# Station Shinodayama
 Station Shinodayama  (信太山駅,  Shinodayama-eki) is een spoorwegstation in de Japanse stad Izumi, gelegen in de prefectuur Ōsaka. Het wordt aangedaan door de Hanwa-lijn. Het station heeft twee sporen, gelegen aan twee zijperrons.

## Treindienst

### JR West
| 1 | ■ Hanwa-lijn | richting Kumatori, Hineno en Wakayama |
| 2 | ■ Hanwa-lijn | richting Ōtori, Tennōji en Ōsaka      |

## Geschiedenis
Het station werd in 1929 geopend. 

## Stationsomgeving
- Super Tamade (supermarkt)
- Don Quijote (voordeelwinkel)
- Kōnan (bouwmarkt)
- Ruïnes van Ikegamisonei (bouwwerk uit de Yayoiperiode)
- Yayoi Museum
- Shinodayama-kazerne
- Hijiri-schrijn
- FamilyMart